# × Pseudadenia
× Pseudadenia – hybrydowy rodzaj roślin z rodziny storczykowatych (Orchidaceae). Obejmuje 6 gatunków występujących w Europie w takich krajach jak: Albania, Austria, Czechy, Bułgaria, Słowacja,,+ Słowenia, Francja, Niemcy, Włochy, Norwegia, Rumunia, Szwecja, Szwajcaria, Bośnia i Hercegowina, Chorwacja, Macedonia Północna, Serbia. Formuła hybrydowa to Gymnadenia × Pseudorchis.

## Systematyka
Rodzaj sklasyfikowany do podplemienia Orchidinae w plemieniu Orchideae, podrodzina storczykowe (Orchidoideae), rodzina storczykowate (Orchidaceae), rząd szparagowce (Asparagales) w obrębie roślin jednoliściennych.
Wykaz gatunków
- × Pseudadenia huxleyana Oddone, M.Andreoli, Maschio & O.Gerbaud
- × Pseudadenia micrantha (A.Kern.) Oddone, Bongiorni & Casabianca
- × Pseudadenia schweinfurthii (Hegelm. ex A.Kern.) P.F.Hunt
- × Pseudadenia strampffii (Asch.) P.F.Hunt
- × Pseudadenia vitosana (H.Baumann) O.Gerbaud & W.Schmid
- × Pseudadenia vizanensis (Gsell) Oddone